# Daydream (album av Mariah Carey)
Daydream är Mariah Careys femte studioalbum, utgivet 1995. Albumet är ett av Careys mest framgångsrika och har enbart i USA sålt i över 10 miljoner exemplar. Det innehåller hitarna "Fantasy", "One Sweet Day" och "Always Be My Baby".

## Låtlista
1. "Fantasy" - 4:04
2. "Underneath the Stars" - 3:33
3. "One Sweet Day" - 4:42
4. "Open Arms" - 3:30
5. "Always Be My Baby" - 4:20
6. "I Am Free" - 3:09
7. "When I Saw You" - 4:24
8. "Long Ago" - 4:33
9. "Melt Away" - 3:42
10. "Forever" - 4:00
11. "Daydream Interlude" - 3:04
12. "Looking In" - 3:35